# 種子島 (小惑星)
種子島（たねがしま、8866 Tanegashima）は小惑星帯に位置する小惑星である。1992年1月26日に鹿児島市において向井優と武石正憲が共同で発見した。

## 名称
鹿児島県の種子島に因んで命名された。種子島宇宙センターの所在地（南種子町）である。
種子島宇宙センターにちなむ名を持つ小惑星としては、ほかに (16680) 南種子町がある。